# John Alexander McDonald
Pour les articles homonymes, voir John McDonald et McDonald.
John Alexander McDonald (24 septembre 1889-16 avril 1962) est un homme politique canadien de la Nouvelle-Écosse. Il est député libéral provincial de la circonscription néo-écossaise de Kings (en) de 1920 à 1925 et de 1933 à 1945.

## Biographie
Né à Upper Dyke Village en Nouvelle-Écosse, McDonald étudie à la Kentville Academy et à l'Université Acadia.
Élu à l'Assemblée législative de la Nouvelle-Écosse en 1920, il entre au cabinet au poste de ministre sans portefeuille de 1923 à 1925. Défait en 1925, il est réélu en 1933. Il réintègre le cabinet au poste de ministre de l'Agriculture en 1933. Il demeure au cabinet jusqu'en 1945, moment où il est nommé au Sénat du Canada afin de représenter la division sénatoriale de King's. Il meurt en fonction en 1962.